# ریو نیدو (کالیفرنیا)
ریو نیدو (به انگلیسی: Rio Nido) یک منطقهٔ مسکونی در ایالات متحده آمریکا است که در شهرستان سونوما، کالیفرنیا واقع شده‌است. ریو نیدو ۵۲۲ نفر جمعیت دارد و ۲۳ متر بالاتر از سطح دریا واقع شده‌است.